# Henry Francis Cary
Reverend Henry Francis Cary (6 tháng 12 năm 1772 – 14 tháng 8 năm 1844) là một tác giả và dịch giả người Anh, được biết đến nhiều nhất với bản dịch thơ không vần tác phẩm Thần khúc của Dante.

## Tiểu sử
Henry Francis Cary sinh tại Gibraltar, ngày 6 tháng 12 năm 1772. Ông là con trai cả của Henrietta Brocas và William Cary. Henrietta là con gái của Theophilus Brocas, chức danh Dean của Killala và William. Vào thời điểm đó, ông là đội trưởng của Trung đoàn Bàn Chân Regiment of Foot đầu tiên. Ông nội của ông, Henry Cary là phó tế, và ông cố của ông, Mordecai Cary, là giám mục của giáo phận đó.

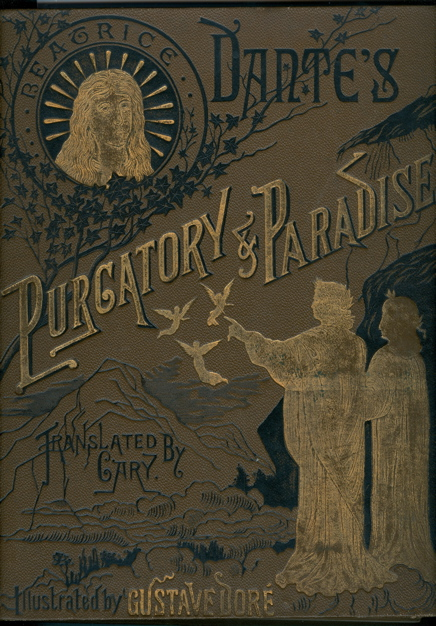
Bản dịch Dante với minh hoạ của Gustave Doré

Ông được đào tạo tại Trường Rugby và tại các trường Grammar của Sutton Coldfield và Birmingham, cũng như tại Christ Church, Oxford, nơi ông nhập học năm 1790 và theo học ngành văn học Pháp và Ý. Khi còn đi học, ông thường xuyên đóng góp cho Tạp chí Gentleman's Magazine và xuất bản một tập Sonnets and Odes . Ông từng nhận lệnh thánh và vào năm 1797 trở thành cha xứ của Abbots Bromley ở Staffordshire . Ông đã tại vị ở đây cho đến khi tạ thế. Năm 1800, ông cũng trở thành cha xứ của Kingsbury ở Warwickshire.
Tại Christ Church, ông đã học văn học Pháp và Ý, khả năng thành thạo của ông được chứng tỏ trong các ghi chú của ông về bản dịch Dante của chính mình. Phiên bản của Địa ngục (Inferno) được xuất bản vào năm 1805 cùng với văn bản gốc.
Cary chuyển đến London vào năm 1808, nơi ông trở thành độc giả tại nhà nguyện Berkeley Chapel và sau đó là giảng viên tại Chiswick và phụ trách viên nhà nguyện Savoy Chapel. Phiên bản của ông toàn văn tác phẩm Thần khúc bằng thơ không vần xuất hiện vào năm 1814. Cuốn sách được xuất bản với chi phí của chính ông, vì nhà xuất bản từ chối chấp nhận rủi ro do sự cố phát sinh đối với Địa ngục Inferno .
Bản dịch đã gây chú ý tới Samuel Rogers bởi Thomas Moore. Rogers đã thực hiện một số bổ sung cho một bài viết về nó bởi Ugo Foscolo trên tờ Edinburgh Review. Bài báo này, cùng với lời khen ngợi dành cho công trình của Coleridge trong một bài giảng tại Royal Institution, đã dẫn đến sự thừa nhận chung về giá trị của nó. Dante của Cary dần dần chiếm vị trí trong số các tác phẩm tiêu chuẩn, trải qua bốn lần xuất bản trong đời ông.
Năm 1833, Cary được nghỉ phép sáu tháng vì ốm và cùng với người hầu và con trai của ông, Francis, đi đến Ý thăm Amiens, Paris, Lyons, Aix, Nice, Mentone, Genoa, Pisa, Florence, Sienna, Rome (một tháng), Napoli, Bologna, Verona, Venice (một tháng), Innsbruck, Munich, Nuremberg, Frankfurt, Cologne, Rotterdam, Hague, Amsterdam, Brussels, Ghent và Bruges.
Năm 1824, Cary xuất bản bản dịch The Birds của Aristophanes, và khoảng năm 1834, ông xuất bản bản dịch Odes của Pindar. Năm 1826, ông được bổ nhiệm làm trợ lý thủ thư tại Bảo tàng Anh, chức vụ mà ông đã giữ trong khoảng 11 năm. Ông từ chức vì việc bổ nhiệm người giữ sách in, lẽ ra đã phải thuộc về ông theo quy trình thăng tiến thông thường, người ta đã từ chối ông mặc dù khi đó nó đang bỏ trống. Năm 1841, khoản trợ cấp vương miện trị giá 200 bảng Anh một năm, có được nhờ nỗ lực của Samuel Rogers, đã được trao cho ông.
Cuộc đời của các nhà thơ Pháp thời kỳ đầu của Cary và Cuộc đời của các nhà thơ Anh (từ Samuel Johnson cho đến Henry Kirke White), được dự định là phần tiếp theo của Cuộc đời các nhà thơ của Johnson, được xuất bản dưới dạng tuyển tập vào năm 1846. Ông tạ thế tại Charlotte St., St. George's, Bloomsbury, London vào năm 1844 và được chôn cất ở Poets' Corner, Tu viện Westminster.
Một cuốn hồi ký đã được xuất bản bởi con trai ông, thẩm phán Henry Cary, vào năm 1847. Một người con trai khác, Francis Stephen Cary, trở thành giáo viên nghệ thuật nổi tiếng, kế nhiệm Henry Sass với tư cách là người đứng đầu học viện nghệ thuật của ông ở London.